# 晴れた日に永遠が見える
『晴れた日に永遠が見える』（はれたひにえいえんがみえる、On a Clear Day You Can See Forever）は1970年のアメリカ合衆国の映画。1965年に初公演された同名舞台を原作としたミュージカル・ファンタジー作品。監督はヴィンセント・ミネリ、出演はバーブラ・ストライサンドやイヴ・モンタンなど。

## あらすじ
精神科医マーク・ブルックナーは、
催眠術療法を研究している。
ある日、彼の講義に訪れたデイジーという若い女性と知り合い、禁煙の治療を求められるが…
彼女の中に、別人格のあることをみつけ、惹かれるようになってしまう…

### 概要
- ミュージカルと映画では、ラスト部分ほか、、ストーリーが大きく違う部分がある。

## キャスト
※括弧内は日本語吹替（テレビ版）
- デイジー・ギャンブル：バーブラ・ストライサンド（鈴木弘子）
- マーク・シャボー：イヴ・モンタン（黒沢良）
- ウォーレン・プラット：ラリー・ブライデン
- メイソン・ヒューム：ボブ・ニューハート
- コンラッド・フラー：サイモン・オークランド
- ロバート・テントリー卿：ジョン・リチャードソン
- タッド・プリングル：ジャック・ニコルソン

## スタッフ
- 監督：ヴィンセント・ミネリ
- 製作：ハワード・W・コッチ
- 脚本：アラン・ジェイ・ラーナー
- 撮影：ハリー・ストラドリング
- 編集：デビッド・ブレザートン
- 音楽：バートン・レイン、ネルソン・リドル

## 関連
- 晴れた日に永遠が見える 宝塚歌劇団雪組　東京・名古屋公演[1]

1. ↑  晴れた日に永遠が見える 雪組 東京・名古屋公演プログラム 宝塚アンページ